# Bahnstrecke Čejč–Ždánice
| Kursbuchstrecke (SŽ): | 256 (1998)           |                      |                      |
| Streckenlänge: | 25,267 km            |                      |                      |
| Spurweite: | 1435 mm (Normalspur) |                      |                      |
| Streckenklasse: | B2                   |                      |                      |
| Streckengeschwindigkeit: | 20 km/h              |                      |                      |
| |                      |                      |                      |
| \| \| \| von Hodonín \| \| \| \| 0,000 \| odbočka Čejč \| odbočka Čejč \| \| \| \| nach Zaječí \| \| \| \| 2,569 \| Terezín u Čejče \| Terezín u Čejče \| \| \| ~6,4 \| Krumvíř \| Krumvíř \| \| \| 8,936 \| Klobouky u Brna \| Klobouky u Brna \| \| \| 10,503 \| Bohumilice na Moravě \| Bohumilice na Moravě \| \| \| 14,725 \| Dambořice \| Dambořice \| \| \| 16,464 \| Uhřice u Kyjova \| Uhřice u Kyjova \| \| \| 20,055 \| Želetice \| Želetice \| \| \| 22,245 \| Dražůvky \| Dražůvky \| \| \| 23,682 \| Věteřov \| Věteřov \| \| \| 25,267 \| Ždánice \| 205 m \| |                      |                      |                      |
| Strecke |                      | von Hodonín          | von Hodonín          |
| Blockstelle | 0,000                | odbočka Čejč         | odbočka Čejč         |
| Abzweig geradeaus und nach links |                      | nach Zaječí          | nach Zaječí          |
| ehemaliger Haltepunkt / Haltestelle | 2,569                | Terezín u Čejče      | Terezín u Čejče      |
| ehemaliger Haltepunkt / Haltestelle | ~6,4                 | Krumvíř              | Krumvíř              |
| Spitzkehrbahnhof links | 8,936                | Klobouky u Brna      | Klobouky u Brna      |
| ehemaliger Haltepunkt / Haltestelle | 10,503               | Bohumilice na Moravě | Bohumilice na Moravě |
| ehemaliger Haltepunkt / Haltestelle | 14,725               | Dambořice            | Dambořice            |
| Betriebs-/Güterbahnhof Strecke ab hier außer Betrieb | 16,464               | Uhřice u Kyjova      | Uhřice u Kyjova      |
| Haltepunkt / Haltestelle (Strecke außer Betrieb) | 20,055               | Želetice             | Želetice             |
| Haltepunkt / Haltestelle (Strecke außer Betrieb) | 22,245               | Dražůvky             | Dražůvky             |
| Haltepunkt / Haltestelle (Strecke außer Betrieb) | 23,682               | Věteřov              | Věteřov              |
| Kopfbahnhof Streckenende (Strecke außer Betrieb) | 25,267               | Ždánice              | 205 m                |

Die Bahnstrecke Čejč–Ždánice ist eine regionale Eisenbahnverbindung in Tschechien, die ursprünglich als Teil der staatlich garantierten Lokalbahn Saitz–Czeicz–Göding errichtet und betrieben wurde. Sie verläuft von Čejč nach Ždánice (Steinitz) in Südmähren.
Nach einem Erlass der tschechischen Regierung ist die Strecke seit dem 20. Dezember 1995 als regionale Bahn („regionální dráha“) klassifiziert.

## Geschichte
Am 24. Juli 1908 erhielt die Lokalbahn Saitz–Czeicz–Göding die Konzession für die Strecke nach Ždánice. Die Strecke wurde am 15. September 1908 für den Güterverkehr und am 6. Februar 1909 für den Reiseverkehr eröffnet. Den Betrieb führte die k.k. priv. Kaiser Ferdinands-Nordbahn (KFNB) für Rechnung der Lokalbahn Saitz–Czeicz–Göding aus. Nach der Verstaatlichung der KFNB am 1. Jänner 1907 ging diese Aufgabe an die Nordbahndirektion der k.k. Staatsbahnen (kkStB) über.
Nach dem Ersten Weltkrieg ging die Betriebsführung an die neu gegründeten Tschechoslowakischen Staatsbahnen ČSD über. 1930 wurde die Lokalbahn Saitz–Czeicz–Göding verstaatlicht und die Strecke wurde ins Netz der ČSD integriert.

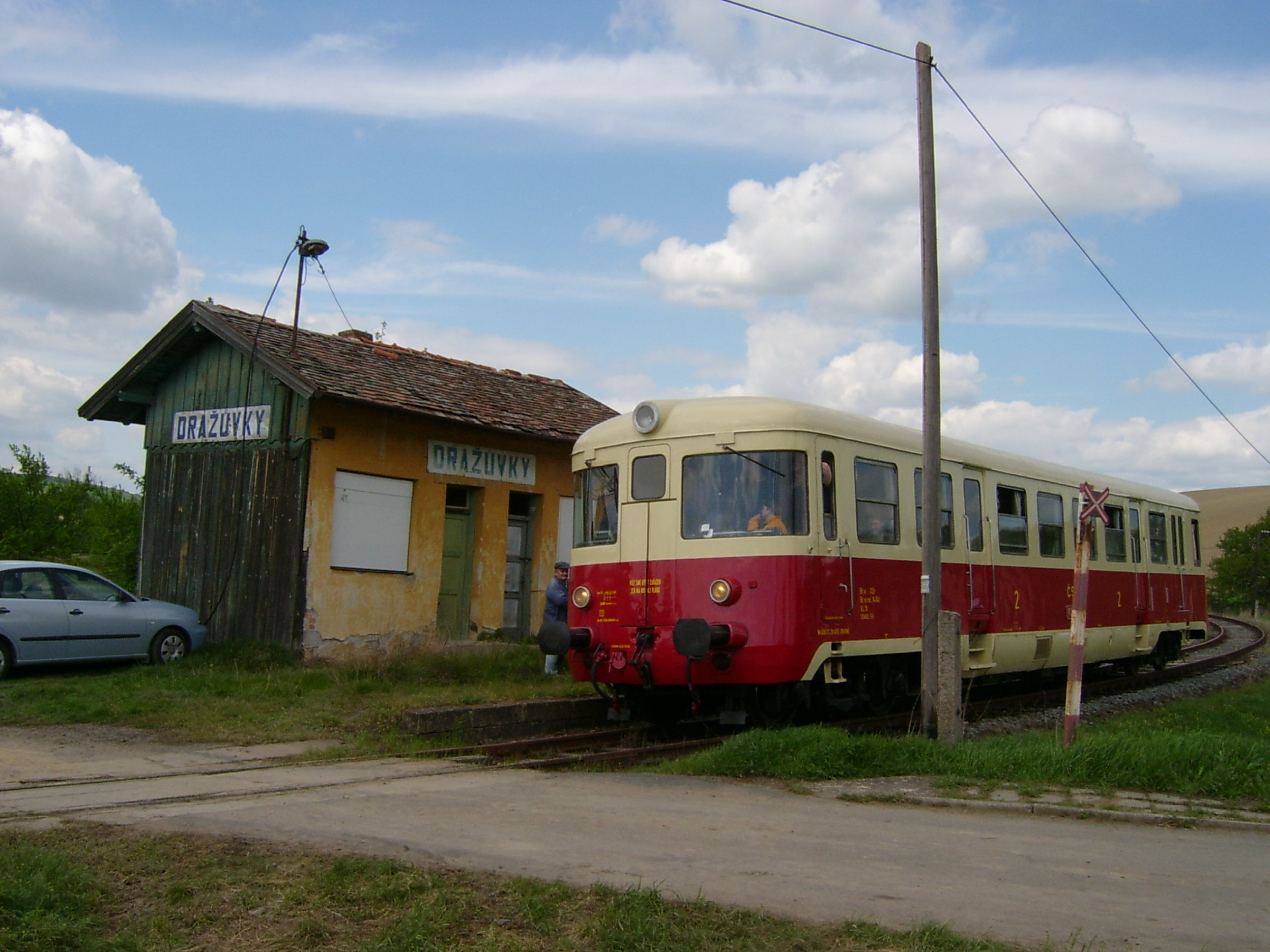
Sonderfahrt mit M 240.0 in Dražůvky (2005)

Im Zweiten Weltkrieg lag die Strecke zur Gänze im Protektorat Böhmen und Mähren. Betreiber waren jetzt die Protektoratsbahnen Böhmen und Mähren (ČMD-BMB). Am 9. Mai 1945 kam die Strecke wieder vollständig zu den ČSD.
Am 1. Januar 1993 ging die Strecke im Zuge der Auflösung der Tschechoslowakei an die neu gegründeten České dráhy (ČD) über. Seit 2003 gehört sie zum Netz des staatlichen Infrastrukturbetreibers Správa železniční dopravní cesty (SŽDC).
Am 23. Mai 1998 wurde der Reiseverkehr eingestellt. Der Güterverkehr nach Ždánice wurde zur Bedienung der Schraubenfabrik noch bis 2003 aufrechterhalten. Am 10. Oktober 2006 wurde der Abschnitt Uhřice u Kyjova–Ždánice stillgelegt.
Im Oktober 2010 gab das tschechische Verkehrsministerium die beabsichtigte Gesamtstilllegung der Strecke im Dezember 2010 bekannt, was letztlich nicht umgesetzt wurde. Ab 2014 war die Strecke für zunächst 46 Millionen Kronen zur Abgabe an Dritte ausgeschrieben. Im März 2019 gab SŽDC den Verkauf der Strecke Čejč–Uhřice u Kyjova für 2,8 Millionen Kronen an die Firma TMŽ bekannt.
Auf Antrag des beauftragten Infrastrukturbetreibers Railway Capital wurde die Strecke von Čejč bis Uhřice u Kyjova im April 2020 zur Örtlichen Bahn (Místní dráha) abgestuft. Sie ist damit die erste Eisenbahnstrecke Tschechiens, wo diese 2017 gesetzlich eingeführte Streckenklassifizierung angewendet wird.